# عین هرشه
آئین هرچا یک منطقهٔ مسکونی در لبنان است که در استان بقاع واقع شده‌است.

## خصوصیات
آئین هرچا ۱٬۲۰۰ متر بالاتر از سطح دریا واقع شده‌است.